# استلا ماسن
استلا ماسن (به انگلیسی: Stella Maessen) (زاده ۶ اوت ۱۹۵۳) خواننده هلندی است.
او نماینده هلند در مسابقه آواز یوروویژن ۱۹۷۰، مسابقه آواز یوروویژن ۱۹۷۷ و مسابقه آواز یوروویژن ۱۹۸۲ بود.